# Wzór pań mężnych
Wzór pań mężnych – cykl kobiecych wzorów osobowych (wizerunków) Jana Kochanowskiego pisanych prozą, opublikowanych po raz pierwszy po śmierci poety na przełomie 1585 i 1586 r. w zbiorowym tomie Jan Kochanowski.
Autor opisał sześć postaci kobiecych: biblijną Ewę, Chiomarę, Arystoklię, Kammę, Timoklię i Mikkę. W opowieści o stworzeniu Ewy przywołał Dialog wtóry o miłości Leona Hebrajczyka, w którym autor dowodził, iż zawartą w Uczcie Platona historię o androgynii filozof zaczerpnął z Biblii. Kochanowski nie opowiedział się jednoznacznie za takim stanowiskiem: W czym jeśli mu wiara ma być dana albo nie, sądzić o tym nie jest rzecz naszego przedsięwzięcia teraźniejszego. Zastrzeżenie pojawiło się dlatego, że autor dążył do tego, aby opowieści zawarte we wzorach osobowych cechowały się faktograficzną dokładnością i zgodnością z historią.
Rozpoczynanie cyklu opowieścią o Ewie było celowe, miało bowiem podkreślać szlachetność pochodzenia kobiet (nie jest tak jako Jadam z gliny ulepiona). Taki punkt widzenia podzielali także inni twórcy renesansowi, szlachetne pochodzenie podkreślał np. Maciej Wirzbięta w swoim przekładzie O ślachetności płci niewieściej Henryka Korneliusza Agryppy z 1575.
Wizerunki Chiomari, Kammy, Timoklii i Mikki nawiązują do Gynoikon aretai (Cnoty kobiet) Plutarcha. Historie te łączy przedstawienie kobiet cnotliwych, wysoko ceniących honor, nieobawiających się śmierci, mszczących zniewagi i zbrodnie dokonane na ich mężach. Wyjątkiem w tym zbiorze jest opowieść o Aristoklii, będąca nawiązaniem do innego tekstu Plutarcha – Erotikai diogeseis. W odróżnieniu od pozostałych opowiada o „złej” (zgubnej w skutkach) miłości.
Wzorów pań mężnych Kochanowski nie ukończył za życia, wydał je po śmierci drukarz i przyjaciel poety Jan Januszowski na przełomie lat 1585/1586 w zbiorze zatytułowanym Jan Kochanowski. Prawdopodobnie te sześć historii było początkiem większego zbioru wizerunków, których jednak Kochanowski nie zdążył ukończyć. O zainteresowaniu poety starożytnymi wizerunkami idealnych wzorów osobowych świadczą m.in. trzy zachowane wizerunki słynnych kobiet: Na obraz Lukrecyjej, Na obraz Klelijej i Na mężną Telezyllę.
Styl utworów nie był oceniany wysoko przez badaczy literatury; wskazywali oni na fakt, iż lepszy w warstwie językowej oraz pełniejszy przekład wzorów osobowych Plutarcha dokonał brat poety, Mikołaj Kochanowski. Z oceną tą nie zgodził się prof. Wacław Walecki, według którego należy docenić zwięzłość stylu we Wzorach.